# 田内浩之
田内 浩之（たない ひろゆき、1977年〈昭和52年〉4月8日 - ）は、日本の政治家。静岡県湖西市長（1期）。元静岡県議会議員（4期）。

## 来歴
東京都中野区生まれ。のち静岡県湖西市に転居する。1996年（平成8年）、静岡県立浜松南高等学校を卒業。2000年（平成12年）、立教大学法学部を卒業し、遠州鉄道に入社。2009年（平成21年）、遠州鉄道を退職。2011年（平成23年）静岡県議会議員に湖西市選挙区から無所属で立候補して初当選を果たした。4期務める。県議会では院内会派ふじのくに県民クラブに所属し、幹事長、総務会長を歴任、文化・観光、産業委員会の各委員長を務めた。
2024年（令和6年）9月、11月の湖西市長選挙への立候補を表明。10月11日付で県議を辞職した。11月10日告示の湖西市長選挙に立候補したが、候補者が田内1人のため、無投票で当選した（現職の影山剛士は不出馬）。12月6日に市長に就任した。